# Kirche auf dem Tempelhofer Feld

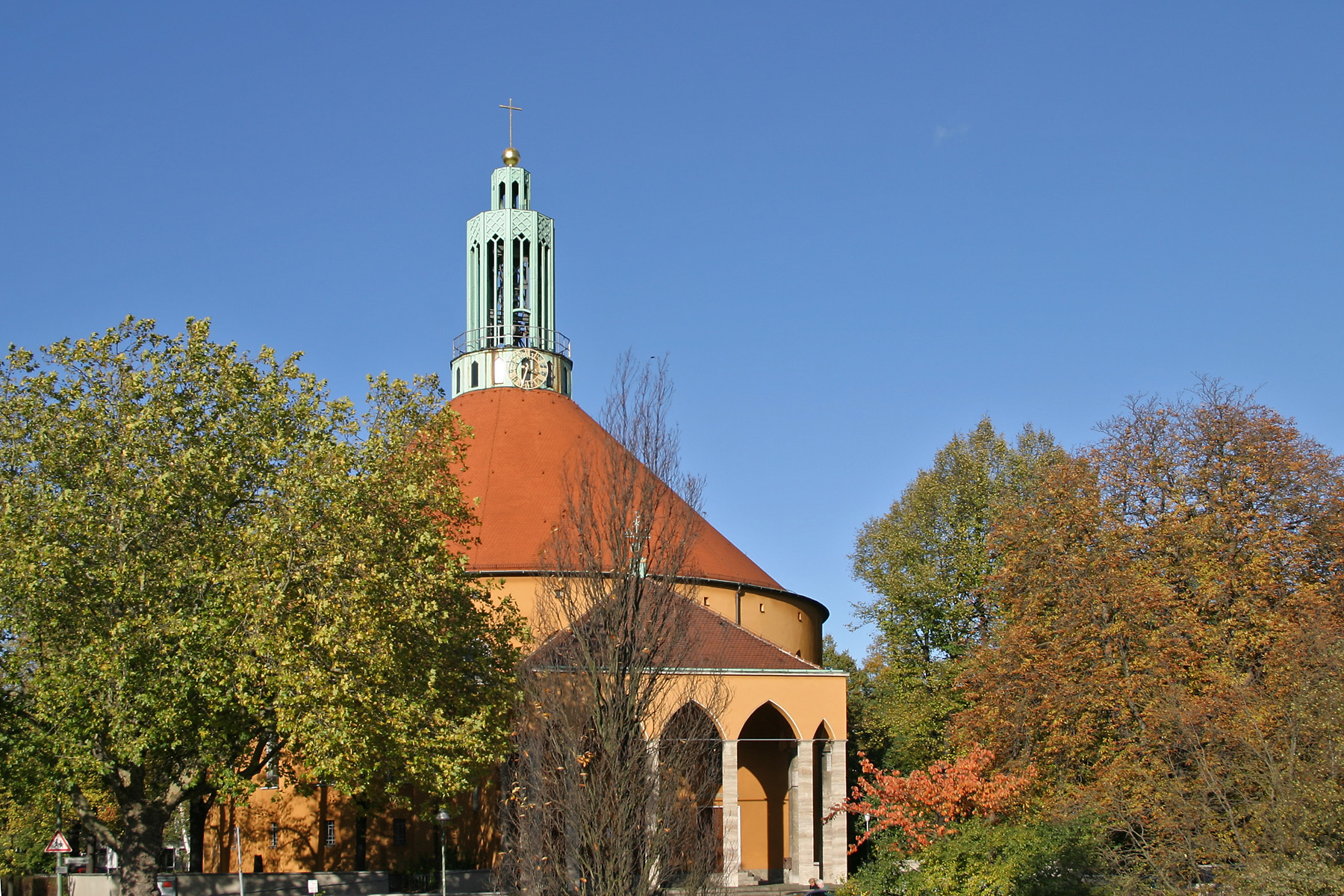
Die Kirche vom Park aus gesehen

Die evangelische Kirche auf dem Tempelhofer Feld im Berliner Ortsteil Tempelhof ist eine große Rundkirche am Wolffring / Ecke Boelckestraße. Ihr Entwurf stammt von Fritz Bräuning. Sie ist die Pfarrkirche der Paulus-Kirchengemeinde Tempelhof im Kirchenkreis Tempelhof-Schöneberg.

## Geschichte
Auf dem Gelände des Tempelhofer Feldes entstand zwischen 1920 und 1930 nach der Planung des Tempelhofer Baustadtrates Fritz Bräuning eine aufgelockerte Gartenstadt. Mit dieser Siedlung entstand auch die Rundkirche. Die Grundsteinlegung fand am 20. März 1927 statt und am 17. Mai 1928 feierte die Gemeinde den Einweihungsgottesdienst.
Im Zweiten Weltkrieg wurde die Kirche durch alliierte Luftangriffe schwer getroffen. Sie wurde bis 1950 mit einfachsten Mitteln wieder aufgebaut und 1959/1960 teilweise umgebaut.

## Gebäude

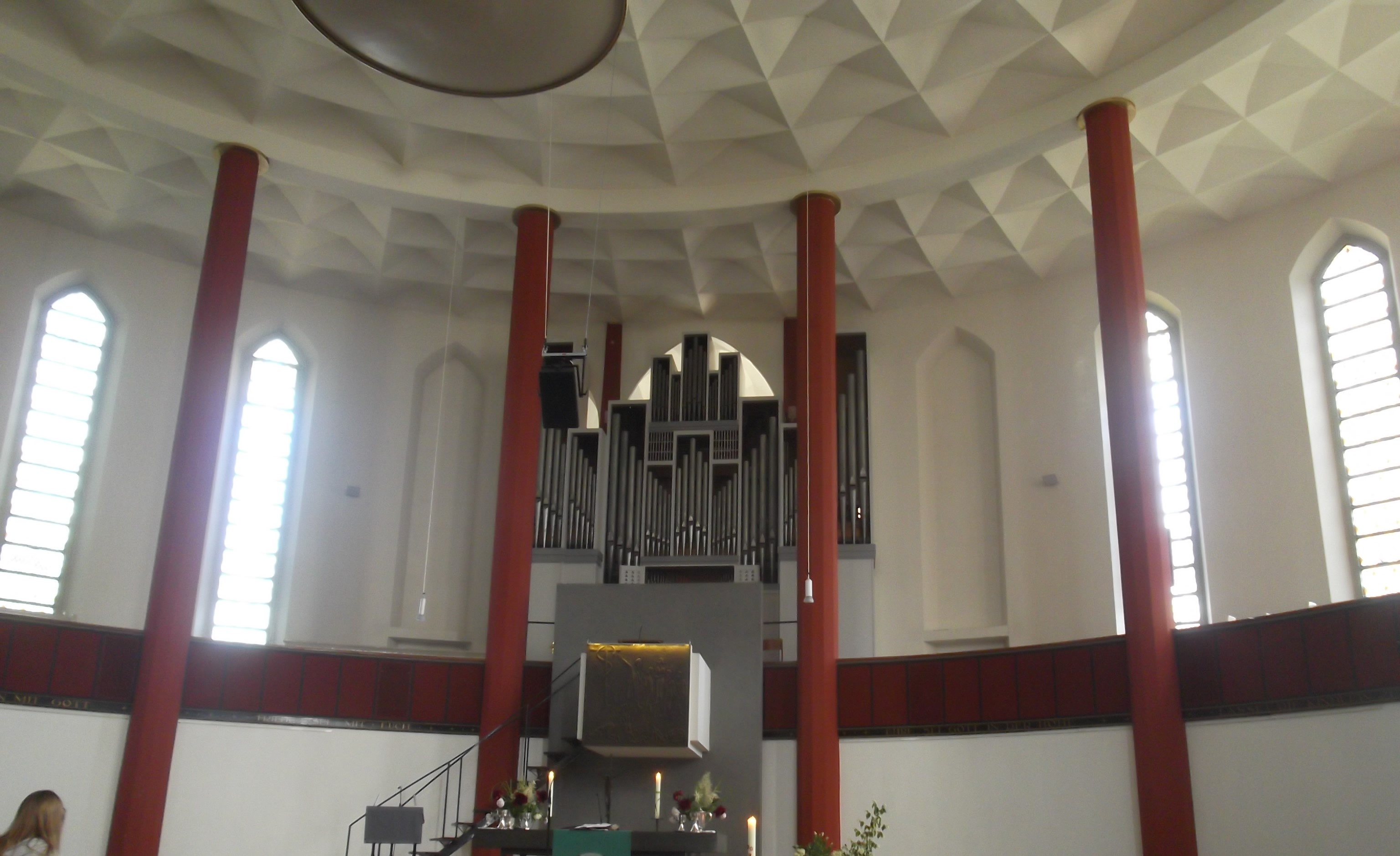
Innenansicht mit Kanzel und Orgel

Mit einem Durchmesser von 30 Metern ist die Kirche auf dem Tempelhofer Feld eine der größten Rundkirchen in Berlin. Der Glockenturm krönt die Kuppel, das Bauwerk erreicht eine Höhe von 42 Metern. Die Belichtung erfolgt durch sechs Meter hohe Fenster.
Die Inneneinrichtung entspricht der eines typischen Longitudinalbaus. Der Altar steht an der Nordseite. Über ihm schwebt die Kanzel. Der Innenraum bietet etwa 420 Sitzplätze.

## Orgeln

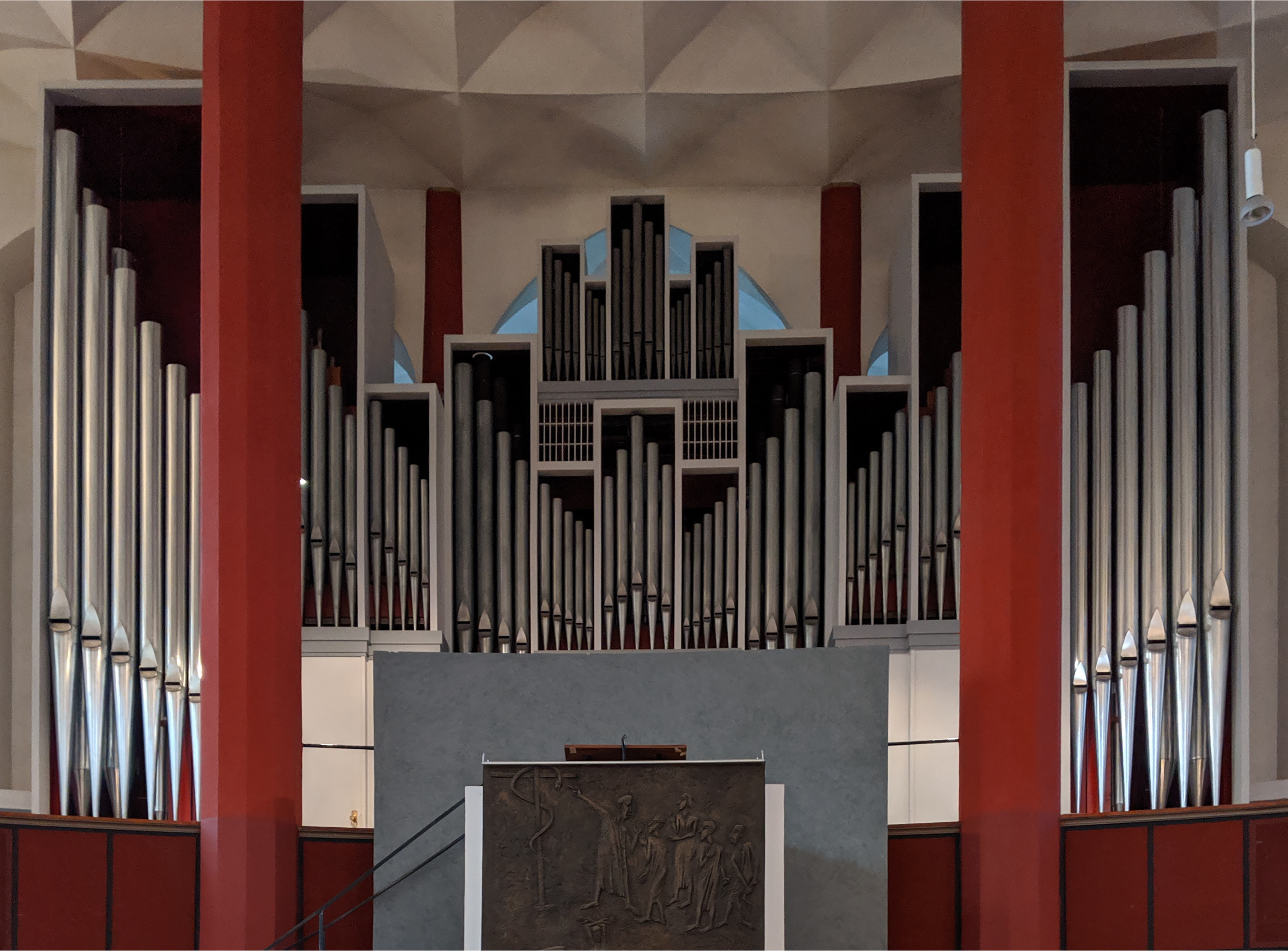
Schuke-Orgel von 1957, ergänzt um Pedaltürme

Die erste Orgel fertigte Sauer Orgelbau im Jahr 1928. Sie hatte 55 Register, verteilt auf drei Manuale und Pedal. Traktur und Spielhilfen waren elektrisch ausgelegt. Ferner existierten zwei Schwellwerke und eine Crescendowalze.
Nach Kriegsende wurde diese ursprüngliche Orgel infolge Vandalismus weitgehend zerstört. Aus den tauglichen Restbeständen wurde 1948 eine kleine Multiplex-Orgel gefertigt und auf der gegenüberliegenden Empore aufgebaut.
Erst 1957 wurde eine neue Orgel unter Wiederverwendung des alten Magazinbalgs errichtet. In Anlehnung an den Prospekt hinter der erhaltenen Original-Kanzel der ursprünglichen Sauer-Orgel fertigte Karl Schuke Orgelbau ein Instrument (op. 51) mit ursprünglich 24 Registern, verteilt auf zwei Manuale und Pedal.
Die Orgel wurde 1965 um ein Brustwerk erweitert und besaß folgend ein drittes Manual und 30 Register.
Das Instrument wurde 1992 gereinigt und durch die Orgelbauer U. Knaak, B. Immer und R. Klein neu intoniert. Die Orgel weist eine Bach-Kellner-Temperierung auf, der Kammerton wurde auf 445 Hz festgelegt. 2016 wurde die Orgel erneut gereinigt. Dabei wurde sie auf 441 Hz zurückgeführt, um ein Zusammenspiel mit dem Bechsteinflügel (1880) zu ermöglichen.
Durch den im Jahr 2016 gegründeten Orgel-Förderverein wurde 2019 eine Erweiterung der Orgel um zwei Pedalregister ermöglicht. Der Orgelbauer Edzard Knoke hat mit fachlicher Unterstützung des früheren Kantors Christoph Wilcken sowie des Orgelsachverständigen Markus Epp links und rechts neue Pedaltürme errichtet, die den neuen Praestant 16' und die Posaune 16' aufnehmen.
Die aktuelle Disposition lautet:
| I Oberpositiv C–g3 |                 |       |
| 1.                 | Gedackt         | 8′    |
| 2.                 | Principal       | 4′    |
| 3.                 | Flûte douce     | 4′    |
| 4.                 | Blockflöte      | 2′    |
| 5.                 | Quinte          | 1 ⁄3′ |
| 6.                 | Sesquialtera II |       |
| 7.                 | Scharff III     |       |
| 8.                 | Dulcian         | 8′    |
|                    | Tremulant       |       |

| II Hauptwerk C–g3 |            |     |
| 09.               | Quintadena | 16′ |
| 10.               | Prinzipal  | 08′ |
| 11.               | Spitzflöte | 08′ |
| 12.               | Oktave     | 04′ |
| 13.               | Rohrflöte  | 04′ |
| 14.               | Oktave     | 02′ |
| 15.               | Mixtur IV  |     |
| 16.               | Trompete   | 08′ |

| III Brustwerk C–g3 |             |    |
| 17.                | Holzgedackt | 8′ |
| 18.                | Quintadena  | 4′ |
| 19.                | Prinzipal   | 2′ |
| 20.                | Tertian II  |    |
| 21.                | Cymbel III  |    |
| 22.                | Krummhorn   | 8′ |
|                    | Tremulant   |    |

| Pedal C–f1 |               |     |
| 23.        | Praestant     | 16′ |
| 24.        | Untersatz     | 16′ |
| 25.        | Principal     | 08′ |
| 26.        | Pommer        | 08′ |
| 27.        | Oktave        | 04′ |
| 28.        | Nachthorn     | 02′ |
| 29.        | Hintersatz IV |     |
| 30.        | Posaune       | 16′ |
| 31.        | Fagott        | 16′ |
| 32.        | Posaune       | 08′ |

Koppeln: I-II, III-II, I-P, II-P, III-P

## Kunstwerke
- Christusrelief aus Terrakotta über dem Hauptportal, (von Walter Sutkowski, 1928)[2]
- Fenster von Ursula Krückenthal aus dem Jahr 1950
- Kruzifix, Leuchter und Kanzelrelief in Bronze (von Waldemar Otto, 1960)
- Skulptur Himmel und Erde (von Rainer Fest, 1990) neben der Kirche
- Skulptur ohne Namen (von Monika Schnitzker, 1991) neben der Kirche